# Namassa (Séguénéga)
Pour les articles homonymes, voir Namassa.
Namassa est une localité située dans le département de Séguénéga de la province du Yatenga dans la région Nord au Burkina Faso.

## Histoire
En août 2012, des pluies torentielles dans la région ont provoqué l'écroulement d'une vingtaine d'habitations dans la localité de Namassa touchant plus d'une centaine de personnes.

## Santé et éducation
Les centres de soins les plus proches de Namassa sont le centre de santé et de promotion sociale (CSPS) et le centre médical avec antenne chirurgicale (CMA) de Séguénéga.
Le village possède une école primaire publique et une école primaire privée.